# Thép đã tôi thế đấy! (phim 1973)
Thép đã tôi thế đấy! (tiếng Nga: Как закалялась сталь !) là một bộ phim của Điện ảnh Liên Xô.

## Nội dung
Được chuyển thể từ cuốn tiểu thuyết cùng tên của Nikolai Aleksandrovich Ostrovsky, bộ phim đã tái hiện một trang sử bi hùng của nhân dân Liên Xô trên miền đất Ukraina đau thương trong cuộc nội chiến ngay sau sự kiện Cách mạng tháng Mười (1917), chống lại Petlyura, quý tộc Ba Lan, chúa đất Nga và can thiệp Đức.

## Diễn viên
- Vladimir Konkin... Pavel Korchagin (Pavka)
- Mikhail Golubovich... Artyom
- Sergey Ivanov... Seryozha Bruzzhak
- Antonina Lefty... Rita Ustinovich
- Antonina Maksimova... mẹ Pavel
- Lyudmila Yefymenko... Taya (vợ Pavel)
- Fyodor Panasenko... lão đồng chí Tokarev
- Elza Radzhina... Irina (người biên tập sách của Pavel)
- Yuri Rotshteyn... Tsvetayev
- Natalia Sayko... Tonya Tumanova
- Konstantin Stepankov... Chính ủy Zhukhrai
- Vladimir Talashko... chiến sĩ Hồng quân Okunev
- Vladimir Volkov... Khodorov
- Lev Prygunov... Faylo
- Anatoly Barchuk
- Nikolai Gudz
- Lev Perfilov
- Georgy Kulikov... Chủ tịch Ủy ban Lâm nghiệp Đường sắt

## Bên lề bộ phim
Chính thức được bấm máy vào ngày mồng 3 tháng 11 năm 1973, bộ phim "Thép đã tôi thế đấy !" ngay sau khi được trình chiếu đã thực sự gây nên một hiệu ứng sôi nổi trong công chúng yêu điện ảnh Liên Xô vào những năm cuối thời kỳ Chiến tranh Lạnh. Không chỉ khơi dậy lòng tự hào truyền thống và dường như được sống lại cùng những năm tháng sục sôi của cuộc Cách mạng tháng Mười mà bộ phim đã khiến một bộ phận giới trẻ Soviet bấy giờ đang đắm chìm trong lối sống buông thả, phá cách do ảnh hưởng từ văn hóa hippy rất thịnh hành lúc này những nhiệt huyết tuổi thanh xuân tươi mới, cao cả. Riêng đối với bộ phận trí thức say mê văn học, bộ phim đã gây nên nhiều tranh luận về giá trị cao cả được chuyển tải qua tư tưởng của nhà văn Nikolai Ostrovsky. Bộ phim này cũng đem lại vinh quang và danh vọng cho diễn viên thủ vai Pavel - Vladimir Konkin, trước đó không mấy được biết đến.
Một chi tiết thú vị khác: Bộ phim được gấp rút hoàn thành để kịp lễ kỷ niệm chào mừng 57 năm ngày nổ ra cuộc Cách mạng tháng Mười (7/11/1917 - 7/11/1973), chỉ năm phút sau khi lên hình, cuốn phim được gửi lên một chuyến tàu đặc biệt để đem về Moskva công chiếu trên màn ảnh nhỏ.
Thêm một lý do để cho đến ngày nay, qua biết bao biến cố của lịch sử, tác phẩm điện ảnh được xem là kinh điển của Liên Xô này vẫn in dấu trong lòng khán giả là những giai điệu trầm hùng của bài hát chủ đề trong phim, tên của nó được tạm gọi là Nơi ấy bên kia sông... (phần nhạc do A.Aleksandrov soạn, N.Kool viết lời).
Nhưng hơn hết thảy, bộ phim đã nhắc nhớ lại một thời kỳ đấu tranh gian khổ của thế hệ những người con Tháng Mười đã đem nghị lực sống cao cả ra góp sức xây dựng Tổ quốc Xã hội chủ nghĩa yêu thương với những con người bình dị, yêu đời, không khoan nhượng trước kẻ thù.